# NGC 181
NGC 181은 안드로메다자리에 위치한 정상나선은하이다. 1883년 10월 6일 프랑스인 천문학자 Édouard Stephan에 의해 발견했다.